# Bhutan Archery Federation
De Bhutan Archery Federation is een organisatie die streeft naar het behoud en de verdere ontwikkeling van het traditionele boogschieten in Bhutan. De federatie is opgericht in 1971 en gevestigd in de hoofdstad Thimphu.
De federatie organiseert lokale en internationale wedstrijden, waarbij boogschieten voor de inwoners meer betekent dan sport alleen, maar ook omgeven door allerlei traditie en spiritualiteit. Van de mythes en legendes wordt geloofd dat ze teruggaan tot de tijd van Siddhartha Gautama. De Bhutan Archery Federation draait geheel op vrijwilligers.
De federatie werd in 2004 onderscheiden met een Prins Claus Prijs, binnen het thema Positieve resultaten van asiel en migratie.